# Aràbia Major
Aràbia Major, Aràbia Deserta o Aràbia Magna, fou una de les dues províncies que va resultar de la divisió de la província d'Aràbia el 195. L'altra fou l'Aràbia Pètria o Aràbia Menor.
La província d'Aràbia s'havia format el 105, i des del primer moment tenia dues parts ben diferenciades: el nord amb capital a Bostra, i el sud amb capital a Petra. El 195 es van afegir territoris al nord i es va dividir en les dues províncies. La d'Aràbia Major anava des del sud de Palmira (a l'interior de Síria) fin a la mar Morta. Al front de la província es va posar un llegat imperial o consularis, amb una legió al seu càrrec.
A la reorganització de Dioclecià vers el 294 aquesta província va agafar el nom d'Augusta Libanesa. Al segle IV va recuperar el seu nom d'Aràbia sense cap afegit.
La capital fou Bostra.